# Насрулла-хан
Насрулла-хан (1874—1920) — сын эмира Афганистана Абдур-Рахмана, который в 1919 году в течение недели удерживал афганский престол.

## Молодые годы
Насрулла был вторым из трёх сыновей Абдур-Рахмана. Он родился в 1874 году в Самарканде, когда его отец жил в изгнании в Российском Туркестане.
В 1880 году Абдур-Рахман воспользовался англо-афганской войной, чтобы захватить власть в Афганистане, и был признан англичанами эмиром Афганистана, в результате чего его сыновья Хабибулла и Насрулла стали шах-заде («наследными принцами»).

## Поездка по Европе
В 1895 года эмира Абдур-Рахмана пригласили совершить государственный визит в Великобританию. Так как здоровье не позволило эмиру отправиться в такое путешествие, то он отправил вместо себя шах-заде Насруллу. Насрулла отплыл из Бомбея 29 апреля 1895 года в сопровождении свиты из 90 человек, и 23 мая вступил на английскую землю в Портсмуте. 27 мая он был принят королевой Викторией в Виндзорском замке. Во время визита в Великобританию Насрулла посмотрел Liverpool Overhead Railway, Эскотские бега, Глазго и артиллерийский полигон Elswick Ordnance Company в Биттерлис-Банкс. Чтобы поддержать свежесозданный Ливерпульский мусульманский институт, он пожертвовал 2500 фунтов стерлингов Вильяму Абдалле Квильяму.
3 сентября 1895 года Насрулла-хан отправился из Лондона в Париж, затем — в Рим и Неаполь, и 16 октября 1895 года прибыл в Карачи. Через Кветту, Чаман и Кандагар он вернулся в Кабул. По мнению журнала «National Geographic», это было самое длинное путешествие, когда-либо совершённое афганцем.
В 1895 году за заслуги перед Великобританией королева Виктория наградила Насруллу и его брата Хабибуллу орденом Святого Михаила и Святого Георгия.

## Во время правления Хабибуллы-хана
3 октября 1901 года эмир Абдур-Рахман скончался в возрасте 57 лет, и по праву первородства трон унаследовал его старший сын Хабибулла-хан. Рассматривая Насруллу как потенциального соперника, Хабибулла стал его задобрять: Насрулла-хан стал главнокомандующим афганской армии, а позднее Хабибулла сделал Насруллу наследником престола вместо своего собственного сына.
Во время своего правления Абдур-Рахман жестоко подавлял все проявления оппозиции своему режиму. В число ущемлённых попали и религиозные круги, которые теперь увидели свою опору в Насрулле — тот был религиозным человеком и являлся хафизом.
В соответствии с Гандамакским договором Афганистан был должен ограничить свои связи с «зоной племён» — в особенности, с племенами, жившими с британской стороны «линии Дюранда», однако Насрулла стал давить на своего брата Хабибуллу, чтобы побудить его использовать афганское влияние на племена для усиления позиции Афганистана в отношениях с Великобританией, и Хабибулла принял сторону Насруллы.
После начала Первой мировой войны движение «младоафганцев», возглавляемое журналистом Махмудом Тарзи и сыном Хабибуллы Амануллой, стало агитировать за вступление в войну на стороне Центральных держав. Насрулла-хан и стоящие за ним религиозные круги поддержали это стремление, однако Хабибулла-хан решил, что Афганистан слишком слаб, чтобы воевать с Великобританией, и предпочёл сохранить нейтралитет страны.

## Наследование престола и смерть
В феврале 1919 года Хабибулла-хан отправился на охоту в провинцию Лагман. Среди сопровождавших его лиц были Насрулла-хан, старший сын Инаятулла-хан и главнокомандующий Мухаммед Надир-шах. Вечером 20 февраля 1919 года Хабибулла-хан был убит в своём шатре неизвестным.
Сопровождавшие Хабибуллу лица отправились на юго-восток, и 21 февраля 1919 года в Джелалабаде Насрулла при поддержка Инаятуллы объявил себя новым эмиром. Однако Аманулла-хан, сын Хабибуллы-хана, получив известие о произошедшем, немедленно захватил казну в Кабуле и организовал государственный переворот. Он взял контроль над Кабулом и центральным правительством, и арестовал сторонников Насруллы. 28 февраля 1919 года Аманулла-хан объявил себя эмиром Афганистана, а 3 марта 1919 года арестовал Насруллу.
13 апреля 1919 года Насрулла предстал перед судом эмира в Кабуле. Он был обвинён в смерти Хабибуллы и приговорён к пожизненному заключению. Год спустя Насрулла был убит в тюрьме.